# انتخابات الرئاسة السنغالية 2007
انتخابات الرئاسة السنغالية 2007 هي انتخابات رئاسية جرت في 2007، في السنغال.
فاز بالانتخابات عبد الله واد.